# Bonnyville Airport
Bonnyville Airport är en flygplats i Kanada.   Den ligger i provinsen Alberta, i den centrala delen av landet, 2 700 km väster om huvudstaden Ottawa. Bonnyville Airport ligger 557 meter över havet.
Integra Air började flyga till Bonnyville Airport år 2015 som första kommersiell flygbolag.
Terrängen runt Bonnyville Airport är mycket platt. Trakten runt Bonnyville Airport är nära nog obefolkad, med mindre än två invånare per kvadratkilometer.. Närmaste större samhälle är Bonnyville, 4,2 km söder om Bonnyville Airport. 
Trakten runt Bonnyville Airport består till största delen av jordbruksmark.